# Бајоле
Бајоле (фр. Baillolet) насеље је и општина у северној Француској у региону Горња Нормандија, у департману Приморска Сена која припада префектури Дјеп.
По подацима из 2011. године у општини је живело 112 становника, а густина насељености је износила 12,81 становника/km². Општина се простире на површини од 8,74 km². Налази се на средњој надморској висини од 115 метара (максималној 221 m, а минималној 86 m).

## Демографија
| 1962. | 1968. | 1975. | 1982. | 1990. | 1999. | 2011. |
| ----- | ----- | ----- | ----- | ----- | ----- | ----- |
| 207   | 209   | 177   | 155   | 140   | 128   | 112   |

График промене броја становника у току последњих година